# 鶴田錦史
鶴田 錦史（つるた きんし、1911年8月15日 - 1995年4月4日）は大正から昭和時代にかけて活躍した薩摩琵琶・演奏家。本名・鶴田菊枝。
北海道生まれ。幼少の頃より兄に影響され錦心流薩摩琵琶を学ぶ。10代のころよりプロ演奏家として活躍し、大卒のエリート会社員の数倍の月収を稼いでいながら結婚。二人の子どもを産むが、夫に裏切られ、水藤錦穣と比較して冷遇されたこともあって、子どもを弟子や夫に預けて、実業界に転身。1936年ごろより実業家として活動する。水商売を手始めに、次々に店を増やし、長者番付に載るほどになるが、あるきっかけで再び琵琶の世界に戻り、1955年に鶴田錦史として再デビュー。
映画『怪談』において音楽を担当した武満徹に見いだされ、彼の代表作である『ノヴェンバー・ステップス』にて琵琶奏者として世界デビューを果たす。以後、薩摩琵琶の第一人者として、国内外にわたり活躍する。1985年、フランス芸術文化勲章コマンドールを受章。